# صفي مرحب (السدة)

تعديل مصدري - تعديل

صفي مرحب محلة تابعة لقرية بيت حلبوب، التابعة لعزلة وادي عصام بمديرية السدة إحدى مديريات محافظة إب في الجمهورية اليمنية.، بلغ تعداد سكانها 60 حسب تعداد اليمن لعام 2004.